# Liceo classico Lorenzo Costa
Il liceo classico statale "Lorenzo Costa", meglio conosciuto come Il Costa, è il più antico liceo della Spezia. Si trova in piazza Giuseppe Verdi n. 15, nel Palazzo degli Studi "Principe Umberto", condiviso con la Scuola Media "Ubaldo Mazzini".

## Storia
Il primo Liceo classico, chiamato allora Liceo Ginnasio Comunale, venne istituito con regio decreto nel 1885, ventisei anni dopo l'istituzione del liceo classico in Italia con la Legge Casati. 

Venne intitolato al poeta spezzino Lorenzo Costa, dopo un'iniziale discussione sull'intitolazione a quest'ultimo o all'umanista spezzino Bartolomeo Fazio.
Al tempo la città stava vivendo un'importante crescita demografica, passando da poco più di 11 000 abitanti a 30 000. Il triplicarsi del numero degli abitanti era dovuto soprattutto alla costruzione, dal 1862 al 1869, dell'Arsenale militare marittimo che aveva comportato un'intensa immigrazione di operai.

L'istituzione di un liceo classico in una città di tradizione operaia intendeva allevare così una futura classe dirigente preparata e competente. Tra il 1885 e il 1923 (anno in cui, il 24 maggio, la sede del liceo si sposta nell'attuale Palazzo degli Studi "Principe Umberto") il numero degli iscritti era intorno ai duecento studenti.
Come docenti e studenti del Liceo Costa sono transitate alcune figure importanti della scena politica e culturale italiana. 

Tra gli insegnanti si ricordano Ennio Carando, Giacomo Devoto, Aldo Ferrari, Severino Ferrari e Mons. Luigi Orengo. 
Tra gli studenti si citano Alessandro Baracchini, Brando Benifei, Giulio Beverini, Luciano Bonati, Giuseppe Pino Borrè, Sondra Coggio, Ettore Cozzani, Carlo Alberto Federici, Mario Ferrari Aggradi, Ubaldo Formentini, Angela Gotelli, Maurizio Maggiani, Itala Mela, Giorgio Pagano, Pietro Arnaldo Terzi, Guido Tonelli.